# Yehia El-Fakharany
 (août 2020).
Si vous disposez d'ouvrages ou d'articles de référence ou si vous connaissez des sites web de qualité traitant du thème abordé ici, merci de compléter l'article en donnant les références utiles à sa vérifiabilité et en les liant à la section « Notes et références ».
Yehia El-Fakharany (nom en arabe : يحيى الفخراني), né le 7 avril 1945 au Caire, est un acteur égyptien et depuis octobre 2020, il est membre du parlement égyptien non-élu ''désigné'', par le président de l’Égypte.

## Biographie

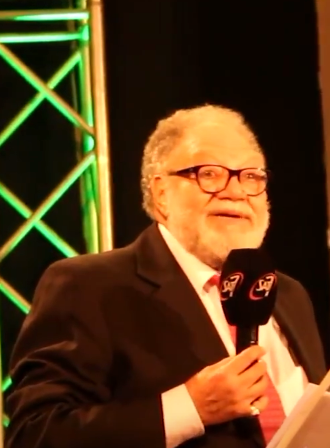
Yehia El-Fakharany, honoré à la 65e session du Festival du centre culturel catholique du cinéma.

Il a reçu son baccalauréat en médecine et chirurgie en 1971 de la faculté de médecine de l'université Ain Shams au Caire, et était un membre éminent de l'équipe d'acteurs du collège. Il a remporté le prix du meilleur acteur au niveau des universités égyptiennes. 
Après avoir obtenu son diplôme, il a pratiqué la médecine pendant une courte période en tant que médecin généraliste à la Caisse des services médicaux à la télévision, et il avait l'intention de se spécialiser dans les maladies psychiatriques et neurologiques. 
Il décide de se diriger vers le cercle professionnel.

## Parcours artistique
Il était membre de la troupe de théâtre de l'université et a remporté le prix du meilleur acteur au niveau des universités égyptiennes. Après sa diplomation, sa passion pour le théâtre l'a poussé à abandonner la profession médicale et à choisir de réaliser son désir de devenir acteur. Il a ainsi commencé sa carrière artistique sur scène, où il a joué dans la pièce "Chacun avec sa propre vérité" (LiKullin Haqiqatuhu). Ensuite, il est passé à la télévision où il a été choisi pour la série "Jours insouciants" (Ayyam Al-Marah) en 1972, et en 1979, il est devenu célèbre avec la série "Mes chers enfants, merci" (Abnai'y l-Aʿza', shukran) tandis que son premier film dans lequel il a joué était "Ah, Ya Layl, Ya Zaman" en 1977, aux côtés de Warda Al-Jazairia et Rushdy Abaza. Depuis lors, il est apparu dans plus de 50 émissions de télévision, 39 films et 9 pièces de théâtre.